# Maylis Besserie
Maylis Besserie (Bordeaux, 1982) francia írónő, a francia közszolgálati rádió szerkesztője.

## Életrajza
2005-ben szerzett diplomát a Bordeaux-i Politikatudományi Intézetben. Azt követően öt évig a párizsi Kommunikációs és Média Intézetben dokumentum rádióműsorok tanáraként dolgozott. 2003 óta a Radio France közszolgálati rádió France Culture nevű csatornájának munkatársa: rövid ideig gyakornoka, majd szerkesztője. Dokumentumműsorokat és élő adásokat készít, Párizsban él.
Első regénye Le tiers temps címen a párizsi Gallimard Kiadónál jelent meg 2020. február 6-án. A cím egy párizsi nyugdíjasotthon neve. 2020. május 11-én a könyv elnyerte a legjobb első regénynek járó Goncourt-díjat. (Nem azonos a Goncourt Akadémia Goncourt-díjával).